# Arnold Wolfers
Pour les articles homonymes, voir Wolfers.
Arnold Oscar Wolfers, né le 14 juin 1892 et décédé le 16 juillet 1968, est un théoricien des relations internationales et économiste suisse-américain. Il tient notamment une chaire de relations internationales au sein de l'université Yale.

## Carrière professionnelle
Accompagné de Paul Nitze, Arnold Wolfers fonde en 1958 le Washington Center of Foreign Policy Research. En pleine guerre froide, l'institut de recherche étudie. Les publications d'Arnold Wolfers sont suivies par le gouvernement des États-Unis, en raison de la renommée de l'auteur, « sa haute probité scientifique et sa compétence hors ligne ».
Son ouvrage Discord and Collaboration: Essays on International Politics, paru en 1962, consistant en une compilation de plusieurs articles déjà publiés et adaptés, compte parmi les ouvrages de référence de théorisation des relations internationales,.

### L'analogie de la boule de billard
La conception de la puissance d'Arnold Wolfers est célèbre, notamment pour son analogie d'un système international anarchique au sein duquel les États, à l'image de boules de billard, s'entrechoquent. Cette analogie devient connue sous le terme de billiard balls approach,.

### La définition du concept de sécurité selon Arnold Wolfers
La définition du concept de sécurité en relations internationales proposée par Arnold Wolfers dès 1952 fait à ce jour référence :
« La sécurité, dans un sens objectif, mesure l’absence de menaces sur les valeurs centrales (acquired) ou, dans un sens subjectif, l’absence de peur que ces valeurs centrales ne fassent l’objet d’une attaque »

## Ouvrages publiés

### En anglais

#### Livres
- Britain and France Between Two Wars: Conflicting Strategies of Peace Since Versailles, Harcourt, Brace and Co., New York, 1940.

- The Absolute Weapon: Atomic Power and World Order, Harcourt Brace, 1946 (avec Bernard Brodie, Frederick Sherwood Dunn, William T. R. Fox et Percy Ellwood Corbett)
- The Anglo-American Tradition in Foreign Affairs, Yale University Press, 1956 (co-éditeur avec Laurence W. Martin)

- Alliance Policy in the Cold War, Johns Hopkins University Press, 1959 (éditeur)
- Developments in Military Technology and Their Impact on United States Strategy and Foreign Policy, Washington Center of Foreign Policy, Research for U.S. Senate Foreign Relations Committee, 1959 (avec Paul Nitze et James E. King)
- Discord and Collaboration: Essays on International Politics, Johns Hopkins University Press, 1962.

#### Articles de revue
- "Germany and Europe", Journal of the Royal Institute of International Affairs, no. 9, 1930, pp. 23–50
- "The Crisis of the Democratic Regime in Germany", International Affairs, vol. 11, no. 6, 1932, 757–783

### En allemand

#### Livres
- Die Verwaltungsorgane der Aktiengesellschaft nach schweizerischem Recht unter besonderer Berücksichtigung des Verhältnisses von Verwaltungsrat und Direktion Sauerländer, Aarau, 1917 (Zürcher Beiträge zur Rechtswissenschaft vol. 66).
- Amerikanische und deutsche Löhne: eine Untersuchung über die Ursachen des hohen Lohnstandes in den Vereinigten Staaten, Julius Springer, Berlin, 1930.
- Das Kartellproblem im Licht der deutschen Kartellliteratur, Duncker & Humblot, Munich, 1931.

#### Articles de revue
- "Über monopolistische und nichtmonopolistische Wirtschaftsverbände" In: Archiv für Sozialwissenschaften und Sozialpolitik 59 (1928), 291–321.
- "Überproduktion, fixe Kosten und Kartellierung" In: Archiv für Sozialwissenschaften und Sozialpolitik 60 (1928), 382–395.